# Чемпионат России по вольной борьбе 2019
Чемпионат России по вольной борьбе 2019 года прошёл 4-8 июля в Сочи. В соревнования участвовал 371 участник из 38 регионов страны. 24 участника представляли Чечню.

## Медалисты
| Категория | Золото               | Серебро           | Бронза                                  |
| --------- | -------------------- | ----------------- | --------------------------------------- |
| До 57 кг  | Рамиз Гамзатов       | Муслим Садулаев   | Хасанхусейн Бадрудинов Михаил Иванов    |
| До 61 кг  | Магомедрасул Идрисов | Рамазан Ферзалиев | Зелимхан Абакаров Динислам Тахтаров     |
| До 65 кг  | Гаджимурад Рашидов   | Начын Куулар      | Муршид Муталимов Юлиан Гергенов         |
| До 70 кг  | Давид Баев           | Разамбек Жамалов  | Чермен Валиев Евгений Жербаев           |
| До 74 кг  | Магомед Курбаналиев  | Хетаг Цаболов     | Магомедрасул Газимагомедов Тимур Бижоев |
| До 79 кг  | Гаджи Набиев         | Ацамаз Санакоев   | Кахабер Хубежты Халид Яхиев             |
| До 86 кг  | Артур Найфонов       | Владислав Валиев  | Магомед Рамазанов Арсен-Али Мусалалиев  |
| До 92 кг  | Алихан Жабраилов     | Магомед Курбанов  | Батырбек Цакулов Анзор Уришев           |
| До 97 кг  | Владислав Байцаев    | Игорь Овсянников  | Шамиль Мусаев Георгий Гогаев            |
| До 125 кг | Алан Хугаев          | Саид Гамидов      | Павел Кривцов Зелимхан Хизриев          |